# التثقيف في مجال السلام

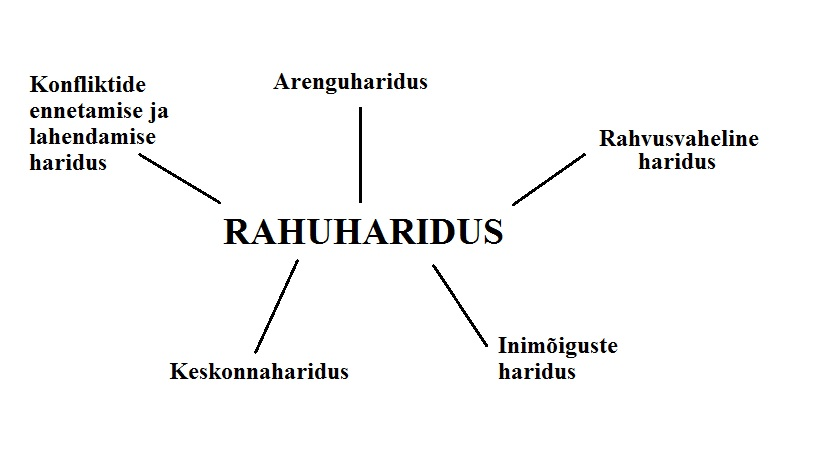

التثقيف في مجال السلام أو تعليم السلام، هو عملية اكتساب القيم والمعرفة وتطوير المواقف والمهارات والسلوكيات، للعيش في وئام مع الذات، ومع الآخرين، ومع البيئة الطبيعية.
هناك العديد من إعلانات الأمم المتحدة حول أهمية منشورات السلام في عصر المعلومات. ردمك 978-1-59311-889-1. تفاصيل الفصل، والصفحة، جيمس إس (2008) «الفصل 9: الأمم المتحدة والتثقيف في مجال السلام». في مونيشا باجاج، موسوعة التثقيف في مجال السلام (75-83). شارلوت: منشورات عصر المعلومات. ردمك 978-1-59311-898-3. معلومات أخرى، كرّس بان كي مون، الأمين العام للأمم المتحدة، اليوم العالمي للسلام في عام 2013، للتثقيف في مجال السلام، سعيًا إلى جعل العقول والتمويل تركز مجددا على أولوية تعليم السلام، كوسيلة لنشر ثقافة السلام. كتب كويشيرو ماتسورا، المدير العام السابق لليونسكو، عن التثقيف في مجال السلام باعتباره «ذو أهمية أساسية لمهمة اليونسكو والأمم المتحدة».
يؤكّد باحثو السلام مثل بيتي ريردون ودوغلاس روش، على نحو متزايد على أهمية التثقيف في مجال السلام كحق. وأصبح هناك تداخل بين التثقيف في مجال السلام والتثقيف في مجال حقوق الإنسان مؤخرًا.

## تعريف
وصف إيان هاريس وجون سينوت التثقيف في مجال السلام، أنه سلسلة من «اللقاءات التعليمية» التي تُستمدّ من الناس:
- رغبتهم في السلام.
- البدائل اللاعنيفة لإدارة الصراع.
- مهارات التحليل النقدي للترتيبات الهيكلية، التي تولد الظلم وعدم المساواة أو تضفي الشرعية عليهما.

يشير جيمس بيج على وجوب اعتبار التثقيف في مجال السلام على أنه «يشجع الالتزام بالسلام باعتباره تصرفًا مستقرًا، ويعزز ثقة الفرد بصفته عاملًا فرديًا من أجل السلام، كما أنه يُطلِع الطالب على عواقب الحرب والظلم الاجتماعي، كإطلاعه على قيمة الهياكل الاجتماعية العادلة والسلمية، والعمل على دعم أو تطوير هذه الهياكل الاجتماعية، مثل تشجيع الطالب على حب العالم وتصور مستقبل سلمي، والاعتناء بالطالب وتشجيعه على الاعتناء بالآخرين».
افتُرضت نظرية أو فلسفة تعليم السلام مجرد افتراض في كثير من الأحيان، ولم تُصاغ. أشار يوهان غالتونغ في عام 1975، إلى عدم وجود نظرية للتثقيف في مجال السلام، وأنه من الواضح وجود حاجة ملحة لهذه النظرية، وكانت هناك محاولات لتأسيس هذه النظرية في الآونة الأخيرة. اقترح يواكيم جيمس كاليا أن الأساس الفلسفي للتثقيف في مجال السلام قد وُجد في مفهوم الواجب عند كانط.
اقترح جيمس بيج أن الأساس المنطقي للتثقيف في مجال السلام قد وُجد في أخلاقيات الفضيلة، والأخلاقيات الواجبة مع العاقبة، والأخلاقيات السياسية المحافظة، وأخلاق الجماليات، وأخلاقيات الرعاية. يدّعي روبرت إل هولمز، أن الافتراض الأخلاقي لمكافحة العنف موجود بالفعل بين الدول المتحضرة ويُحدّد -على أساس هذا الحظر المفترض- العديد من القيم الفلسفية ذات الصلة بالحل اللاعنفي للنزاعات بين الأمم على المستوى الدولي بما في ذلك السلمية.
مثّلت برامج تعليم السلام في جميع أنحاء العالم مجموعة من المواضيع المحورية منذ العقود الأولى من القرن العشرين، بما في ذلك مناهضة النووي، والتفاهم الدولي، والمسؤولية البيئية، ومهارات التواصل، واللاعنف، وتقنيات حل النزاعات، والديمقراطية، والتوعية بحقوق الإنسان، والتسامح مع التنوع، والتعايش والمساواة بين الجنسين، وأمور أخرى.